# Danton Coelho
Danton Coelho (Porto Alegre, 3 de novembro de 1906 — Rio de Janeiro, 19 de abril de 1961) foi um político brasileiro.
Foi ministro do Trabalho, Indústria e Comércio no governo Getúlio Vargas, de 31 de janeiro a 5 de setembro de 1951.
Apesar de ter sido presidente do PTB até 1951, nas eleições de 1955 liderou uma dissidência de seu partido e se apresentou como candidato a vice-presidente da República na chapa autoproclamada "populista" encabeçada pelo ex-governador de São Paulo, Ademar de Barros. Ficou em terceiro lugar na disputa que sagrou vitoriosa a candidatura de Juscelino Kubitschek (PSD) e João Goulart (PTB). Devido à sua candidatura à vice-presidência, se afastou da diretoria do jornal Última Hora, de Samuel Wainer, onde trabalhou.